# Галицькі Сурми
ЛМДО «Галицькі Сурми» — львівський муніципальний духовий оркестр, створений 6 грудня 2003 року за ініціативи Львівської обласної організації Спілки офіцерів України та директора оркестру Костянтина Іщика.

## Історія колективу
Львівська міська організація духовий оркестр «Сурми Галичини» заснована 20 серпня 2008 року, як правонаступниця Філії Львівської міської організації Спілки офіцерів України. Духовий оркестр «Галицькі Сурми» створено 06 лютого 2003 року як проект соціально-психологічної та професійної адаптації військовослужбовців звільнених у запас або відставку при скороченні збройних формувань держави. Керівником проекту був призначений член спілки Костянтин Іщик, підполковник у відставці.
Художнім керівником та головним диригентом оркестру є Заслужений артист України, підполковник запасу, Василь Григорович Кочубей,а диригентом оркестру є Василь Кобилецький, підполковник у відставці.

## Репертуар
Репертуар оркестру, незважаючи на його юний вік, налічує понад 250 творів вітчизняних та зарубіжних композиторів, з якими творчий колектив постійно виступає перед мешканцями та гостями міста і регіону: чи то концерт біля Міської Ратуші, на Свято Покрови, на Святі Хліба, чи до Дня міста Львова, Дрогобича, Стрия та багатьох інших міст Галичини, чи концерти в найпрестижніших концертних залах Львова. Окрім того, «Галицькі Сурми» беруть участь у святкових заходах та зустрічах офіційних делегацій, є учасником міжнародних фестивалів духових оркестрів.

## Міжнародні виступи
2008 року «Галицькі Сурми» стали дипломантом фестивалю «Білоруські фанфари — 2008». У 2009 році, «Галицькі Сурми» взяли «Срібне Пасмо»(2-ге місце) на XVIII Міжнародному фестивалі духових оркестрів «Золота Ліра — 2009».
- Липень 2010 року — участь в концерті партнерства «Військові маневри Швейковські» м. Перемишль.
- Листопад 2010 року — участь у Фестивалі народної творчості присвяченому Дню Незалежності Польщі, Журавиці,Польща.
- Жовтень 2011 року — участь у концерті присвяченому 100-річчю школи ім. Маркіяна Шашкевича у Перемишлі.
- Червень 2012 року — міжнародна зустріч духових оркестрів «Music Euro-2012» на площі А. Міцкевича у Львові.